# 熊起渭
熊起渭（1854年—？），譜名業勳，字文卿，號渭臣，湖北黃安縣（今紅安縣）人，清朝政治人物，進士出身。
光緒十五年（1889年）参加己丑科殿試，登進士二甲125名。同年五月，著主事，分部学习。